# Fotogramas de Plata 1994
La 45a cerimònia de lliurament dels Fotogramas de Plata 1994, lliurats per la revista espanyola especialitzada en cinema Fotogramas, va tenir lloc l'1 de març de 1995 al Palau de Congressos del Parque Juan Carlos I (IFEMA). Els mestres de cerimònies foren els actors Imanol Arias i Anne Igartiburu.

## Candidatures

### Millor pel·lícula espanyola
| Pel·lícula    | Director     | Resultat   |
| ------------- | ------------ | ---------- |
| Días contados | Imanol Uribe | Guanyadora |

### Millor pel·lícula estrangera
| Pel·lícula              | Director        | Resultat   |
| ----------------------- | --------------- | ---------- |
| L'edat de la innocència | Martin Scorsese | Guanyadora |

### Millor actriu de cinema
| actriu        | Pel·lícula                           | Resultat   |
| ------------- | ------------------------------------ | ---------- |
| Ruth Gabriel  | Días contados                        | Candidata  |
| Ana Belén     | La pasión turca                      | Guanyadora |
| Penélope Cruz | Alegre ma non troppo Todo es mentira | Candidata  |

### Millor actor de cinema
| Actor         | Pel·lícula                                             | Resultat  |
| ------------- | ------------------------------------------------------ | --------- |
| Carmelo Gómez | Días contados El detective y la muerte Canción de cuna | Guanyador |
| Javier Bardem | Días contados El detective y la muerte                 | Candidat  |
| Gabino Diego  | Los peores años de nuestra vida                        | Candidat  |

### Millor actor de televisió
| Actor                 | Sèrie de televisió                | Resultat  |
| --------------------- | --------------------------------- | --------- |
| Juan Echanove         | Hermanos de leche                 | Candidat  |
| Juanjo Puigcorbé      | Villarriba y Villabajo            | Guanyador |
| Fernando Fernán Gómez | A su servicio La mujer de tu vida | Candidat  |
| Miquel Cors           | Poblenou (sèrie)                  | Candidat  |

### Millor actriu de televisió
| Actriu        | Sèrie de televisió            | Resultat   |
| ------------- | ----------------------------- | ---------- |
| Maribel Verdú | Canguros (sèrie de televisió) | Guanyadora |
| Ana Duato     | Villarriba y Villabajo        | Candidata  |
| Lina Morgan   | Compuesta y sin novio         | Candidata  |

### Tota una vida
| Intérprete             | Resultat   |
| ---------------------- | ---------- |
| Francesc Rovira-Beleta | Guanyadora |

### Millor intèrpret de teatre
| Intèrpret/Companyia | Muntatge               | Resultat   |
| ------------------- | ---------------------- | ---------- |
| Natalia Dicenta     | La zapatera prodigiosa | Guanyadora |